# 雷萬托區
雷萬托區（西班牙語：Distrito de Levanto），是秘魯的一個區，位於該國北部亞馬遜大區的查查波亞斯省，始建於1955年5月3日，面積77.5平方公里，2005年人口1,053，人口密度每平方公里13.6人。